# Química do Amor
"Química do Amor" é uma canção gravada pelos cantores brasileiros Luan Santana e Ivete Sangalo para o DVD Ao Vivo no Rio (2011). Foi lançada com segundo single do álbum pela Som Livre em 17 de janeiro de 2011.

## Desempenho nas tabelas musicais

### Posições
| Tabela musical (2011)                              | Melhor posição |
| -------------------------------------------------- | -------------- |
| Billboard Brasil Regional Belo Horizonte Hot Songs | 3              |
| Billboard Brasil Regional Campinas Hot Songs       | 1              |
| Billboard Brasil Regional Curitiba Hot Songs       | 1              |
| Billboard Brasil Regional Porto Alegre Hot Songs   | 2              |
| Billboard Brasil Regional Ribeirão Preto Hot Songs | 2              |
| Billboard Brasil Regional Salvador Hot Songs       | 1              |

## Histórico de lançamento
| País   | Data                  | Formato | Gravadora |
| ------ | --------------------- | ------- | --------- |
| Brasil | 17 de janeiro de 2011 | Airplay | Som Livre |